# Keskivaaranlammi
Keskivaaranlammi är en sjö i Haparanda kommun i Norrbotten och ingår i Keräsjoki-Sangisälvens kustområde.